# Yeclano Deportivo
Il Yeclano Deportivo è una società calcistica con sede presso Yecla, nella comunità autonoma di Murcia, in Spagna. 
Gioca nella Primera Federación, la terza serie del campionato spagnolo.

## Tornei nazionali
- 1ª División: 0 stagioni
- 2ª División: 0 stagioni
- 2ª División B: 2 stagioni
- 3ª División: 5 stagioni

## Stagioni
| Stagioni | Categoria | Posizione |
| -------- | --------- | --------- |
| 2004/05  | 1ª Terr.  | 1°        |
| 2005/06  | Pref.     | 2°        |
| 2006/07  | 3ª        | 12°       |
| 2007/08  | 3ª        | 12°       |
| 2008/09  | 3ª        | 4°        |
| 2009/10  | 3ª        | 2°        |
| 2010/11  | 2ªB       | 19°       |
| 2011/12  | 3ª        | 1°        |
| 2012/13  | 2ªB       | —         |

## Palmarès

### Competizioni nazionali
- Tercera División: 2

2011-2012, 2018-2019

### Competizioni interregionali
- Tercera División RFEF: 1

2021-2022 (gruppo 13)